# Антиконсуматорство
Антиконсуматорството е обществено-политическа идеология, която се противопоставя на консуматорството и постоянното купуване. Антиконсуматорството сезира действия на хора и на бизнес корпорации в преследване на финансови и икономически цели за сметка на общественото благо. Основните му области на интерес са опазването на околната среда, социална стратификация и етика в управлението на обществото. В политиката, Антиконсуматорството се припокрива донякъде с екологичната активност, антиглобализацията и активизъм за правата на животните.
Антиконсуматорството се описва в творби, като книгата „Без лого“ (2000 г.) на Наоми Клайн и документалният филм „Корпорацията“ (2003), на Марк Акбар и Дженифър Абът.
|  | Тази страница частично или изцяло представлява превод на страницата Anti-consumerism в Уикипедия на английски. Оригиналният текст, както и този превод, са защитени от Лиценза „Криейтив Комънс – Признание – Споделяне на споделеното“, а за съдържание, създадено преди юни 2009 година – от Лиценза за свободна документация на ГНУ. Прегледайте историята на редакциите на оригиналната страница, както и на преводната страница, за да видите списъка на съавторите. ВАЖНО: Този шаблон се отнася единствено до авторските права върху съдържанието на статията. Добавянето му не отменя изискването да се посочват конкретни източници на твърденията, които да бъдат благонадеждни. |